# David Robertson (maestro)
David Eric Robertson (19 de julho de 1958) é um maestro norte-americano. Atualmente é diretor musical da Orquestra Sinfônica de Saint Louis e Maestro Convidado Principal da Orquestra Sinfônica da BBC.